# قطرس جوال

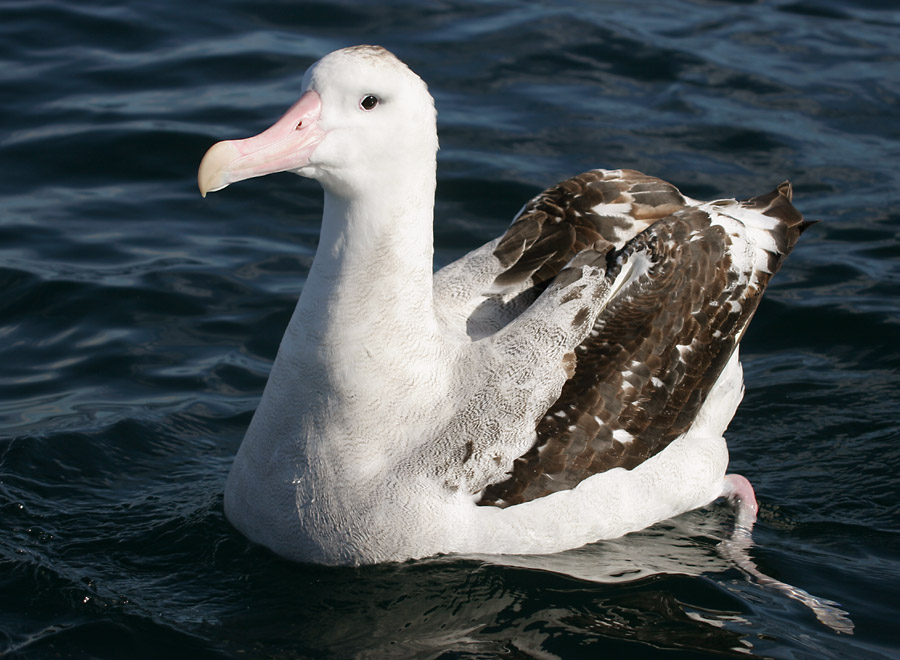

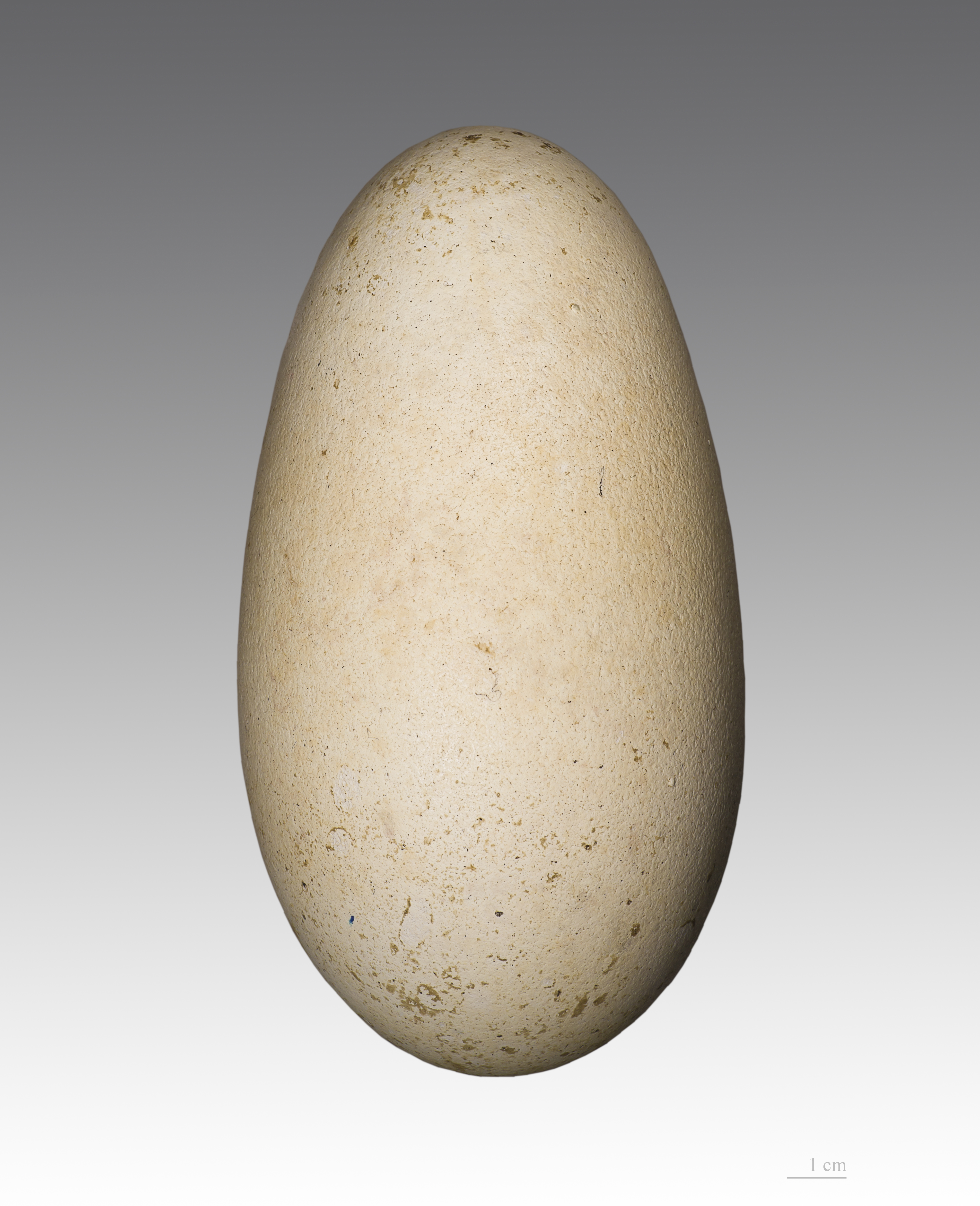
بيضة القطرس الجوال

القطرس الجوال طائر له جناحان يمتدان أكثر من ثلاثة أمتار وربع، وهو أضخم جناح عرف لطائر حي، حيث ينزلق بشكل رائع ويرافق السفن المبحرة دون تعب في البحور الشمالية بين خطي عرض 60ْ , 30ْ شمالاً، يغلب على الطائر البالغ اللون الأسود باستثناء أطراف جناحية الأبيضين، أما الطيور الفتية فهي بنية اللون حتى تبلغ حوالي 135 سم.
منظر الغزل جدير بالملاحظة، حيث يقف كل من الذكر والأنثى متقابلين، والأجنحة منتشرة، العنقان ممدودان والرأسان يتأرجحان من جانب إلى جانب، ويتلامسان بالعنقين والصدرين والمنقارين ويرفع كل منهما ذيله القصير على ظهره.وتتكاثر مرة كل سنتان.
تضع الأنثى بيضة واحدة تزن حوالي نصف كيلوغرام وتمتد فترة الحضانة إلى أكثر من 81 يومًا.